# デスミン
デスミン（Desmin）とは、動物の筋肉組織中に見られる、細胞骨格を構成するタンパク質の1種である。

## 解説
真核生物の細胞骨格には、大きく分けて3つの形態が知られている。それは、より細い細胞骨格であるマイクロフィラメント（直径数 nm）と、より太い細胞骨格である微小管（直径約25 nm）と、これらの中間の太さを持った中間径フィラメントである。デスミンは、これらの中のうちの中間径フィラメントの1種として分類されている。
デスミンは平滑筋細胞や横紋筋細胞（骨格筋と心筋）に特異的に分布する。トリの砂嚢の平滑筋からミオシンやアクチンを抽出する過程で不溶性画分に含まれていた蛋白で、尿素変性により可溶化し抽出された。100Åの径を有する線維性蛋白としてデスミン（英語：desmin）と命名された（Lazarides E, 1976）。
デスミンを特異的に認識するモノクローナル抗体が作製され、横紋筋細胞のZ帯、平滑筋の暗斑に一致して蛋白の分布が確認された。1989年頃より市販のモノクローナル抗体を用いた免疫組織化学的染色が病理検査に導入され、特に小円形細胞腫瘍に含まれる横紋筋肉腫の病理組織学的診断に威力を発揮するようになった。